# José María Ramos Mejía
José María Ramos Mejía (Buenos Aires, 25 de diciembre de 1849 - Ibídem, 19 de junio de 1914) fue un médico, escritor, profesor y político argentino. En 1875 fundó el Círculo Médico Argentino. En 1888 fue elegido diputado nacional. Aportó al desarrollo de la medicina, la psiquiatría, la sociología y las políticas educativas, sanitarias y de higiene.

## Biografía
Nacido en Buenos Aires, hijo del coronel Matías Ramos Mejía y Segurola y de doña Francisca Madero. Cursó tardíamente sus estudios primarios en el Seminario Anglo Argentino del Ferrocarril, sus primeros estudios secundarios en el colegio de Luis de la Peña, y el bachillerato en el Departamento de Estudios Preparatorios de la Universidad de Buenos Aires, graduándose en 1872.
Ingresó en la Facultad de Medicina de la Universidad de Buenos Aires en 1873 y se doctoró en 1879 con una tesis titulada “Apuntes clínicos sobre el traumatismo cerebral”. Como médico, se especializó en las enfermedades mentales y en los tratamientos para la neurosis.
Fue uno de los creadores y primer presidente del Círculo Médico Argentino, donde dirigió la publicación Anales del Círculo Médico Argentino, revista gremial y científica que se editó desde 1977.
En 1883, fundó y dirigió la Asistencia Pública de Buenos Aires. El objetivo de este organismo fue centralizar la dirección científica de todos los establecimientos hospitalarios y de beneficencia de la ciudad de Buenos Aires.
Presidió el Departamento Nacional de Higiene entre 1893 y 1898, y el Consejo Nacional de Educación entre 1908 y 1913, nombrado por el presidente José Figueroa Alcorta. Durante su gestión en el Consejo creó setenta y cuatro escuelas.
Miembro de la Academia Nacional de Medicina desde 1905, llegó a ocupar el cargo de consejero directivo. Amigo íntimo del presidente Carlos Pellegrini, fue elegido diputado nacional en 1888, y se desempeñó en ese cargo hasta 1892.
En 1910 fundó el Museo Escolar Sarmiento, que funcionó hasta 1940 en la Escuela Normal Superior n.° 9 Domingo Faustino Sarmiento.
En la Facultad de Medicina de la Universidad Nacional de Buenos Aires ejerció como primer profesor titular de la Cátedra de Enfermedades Nerviosas desde 1887 y hasta poco antes de morir.
Fue colaborador en periódicos como La Prensa, La Libertad y El Nacional.
Luego de su muerte, el Concejo Deliberante de Buenos Aires decidió rebautizar al Hospital San Roque en su honor, pasándose a llamar entonces "Hospital General de Agudos Dr. José María Ramos Mejía".

## Obras
Entre sus obras se destacan:
- La neurosis de los hombres célebres en la historia argentina (1878),[16]
- La locura de la historia (1895),[16]
- Las multitudes argentinas (1899),
- Rosas y su tiempo (1907),
- Estudios de patología nerviosa y mental,
- La locura en la historia,
- Los simuladores del talento en las luchas por la personalidad y la vida.[17]

También colaboró en varias publicaciones de su época, como por ejemplo: Anales de Higiene Pública y Medicina Legal, Archivos de Psiquiatría y Criminología, La Semana Médica y El Monitor de la Educación Común.